# Ambasada Mołdawii w Polsce
Ambasada Mołdawii w Polsce, właśc. Ambasada Republiki Mołdawii w Polsce (rum. Ambasada Republicii Moldova în Republica Polonă) – mołdawska placówka dyplomatyczna mieszcząca się w Warszawie przy ul. Imielińskiej 1.

## Siedziba
Do czasu uzyskania przez Mołdawię niepodległości Polska utrzymywała kontakty z tym krajem w ramach współpracy z ZSRR. Stosunki dyplomatyczne z Mołdawią nawiązano w 1992, a ambasadę w Warszawie otwarto w 1994 przy ul. Miłobędzkiej 12; kolejne adresy: przy ul. Reja 4 (2001), ostatnio przy ul. Imielińskiej 1 (2009).